# 1915 (numero)
Millenovecentoquindici (1915) è il numero naturale dopo il 1914 e prima del 1916.

## Proprietà matematiche
- È un numero dispari.
- È un numero composto da 4 divisori: 1, 5, 383, 1915. Poiché la somma dei suoi divisori (escluso il numero stesso) è 389 < 1915, è un numero difettivo.
- È un numero semiprimo.
- È un numero omirpimes.
- È un numero nontotiente in quanto dispari e diverso da 1.
- È un numero fortunato.
- È un numero intero privo di quadrati.
- È un numero odioso.
- È parte delle terne pitagoriche (1149, 1532, 1915), (1915, 4596, 4979), (1915, 73332, 73357), (1915, 366720, 366725), (1915, 1833612, 1833613).

## Astronomia
- 1915 Quetzálcoatl è un Asteroide near-Earth.

## Astronautica
- Cosmos 1915 è un satellite artificiale russo.